# Stratum lucidum

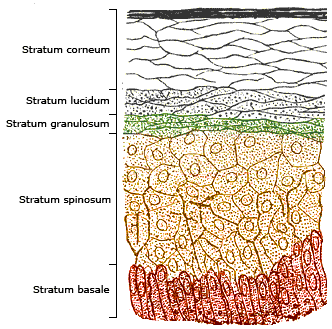
Représentation schématique de la coupe d'un épiderme.

La couche stratum lucidum (littéralement « strate translucide »), aussi appelée couche claire, est une couche morte homogène qui ne s'observe que dans la peau épaisse et correspond à une zone de transition entre le stratum granulosum et le stratum corneum de l'épiderme. Elle est constituée de trois ou quatre assises de cellules jointives légèrement acidophiles qui ont un aspect translucide car leur endoplasme contient une substance huileuse produit de la transformation de la kératohyaline. Ces cellules sont claires car leur noyau disparaît, remplacé par une vacuole. Dans ces cellules, la profilaggrine se transforme en filaggrine.